# Fallin' Light
Fallin' Light è il primo album in studio in lingua giapponese (terzo in totale) del girl group sudcoreano GFriend, pubblicato il 13 novembre 2019.

## Tracce
1. Fallin' Light (天使の梯子?, Tenshi no Hashigo) – 3:41
2. Emotional Days – 3:13
3. Memoria – 4:10
4. Koi no Hajimari (恋の始まり?, The Beginning of Love) – 3:21
5. Flower – 3:38
6. My My My – 3:20
7. 夜 (Time for the Moon Night) – 3:49
8. Sunrise (Japanese ver.) – 3:41
9. La Pam Pam – 3:37
10. Beautiful – 3:37
11. My Buddy (Japanese ver.) – 3:34 – bonus track dell'edizione fisica

## Classifiche
| Classifica (2019) | Posizione massima |
| ----------------- | ----------------- |
| Giappone          | 7                 |